# Pseudomogoplistes vicentae
Pseudomogoplistes vicentae är en insektsart som beskrevs av Andrej Vasiljevitj Gorochov 1996. Pseudomogoplistes vicentae ingår i släktet Pseudomogoplistes och familjen Mogoplistidae.

## Underarter
Arten delas in i följande underarter:
- P. v. septentrionalis
- P. v. vicentae